# Sumak garbarski
Sumak garbarski (Rhus coriaria L.) – gatunek krzewu z rodziny nanerczowatych (Anacardiaceae). Występuje w krajach obszaru śródziemnomorskiego oraz w Azji Południowo-Zachodniej.

## Morfologia

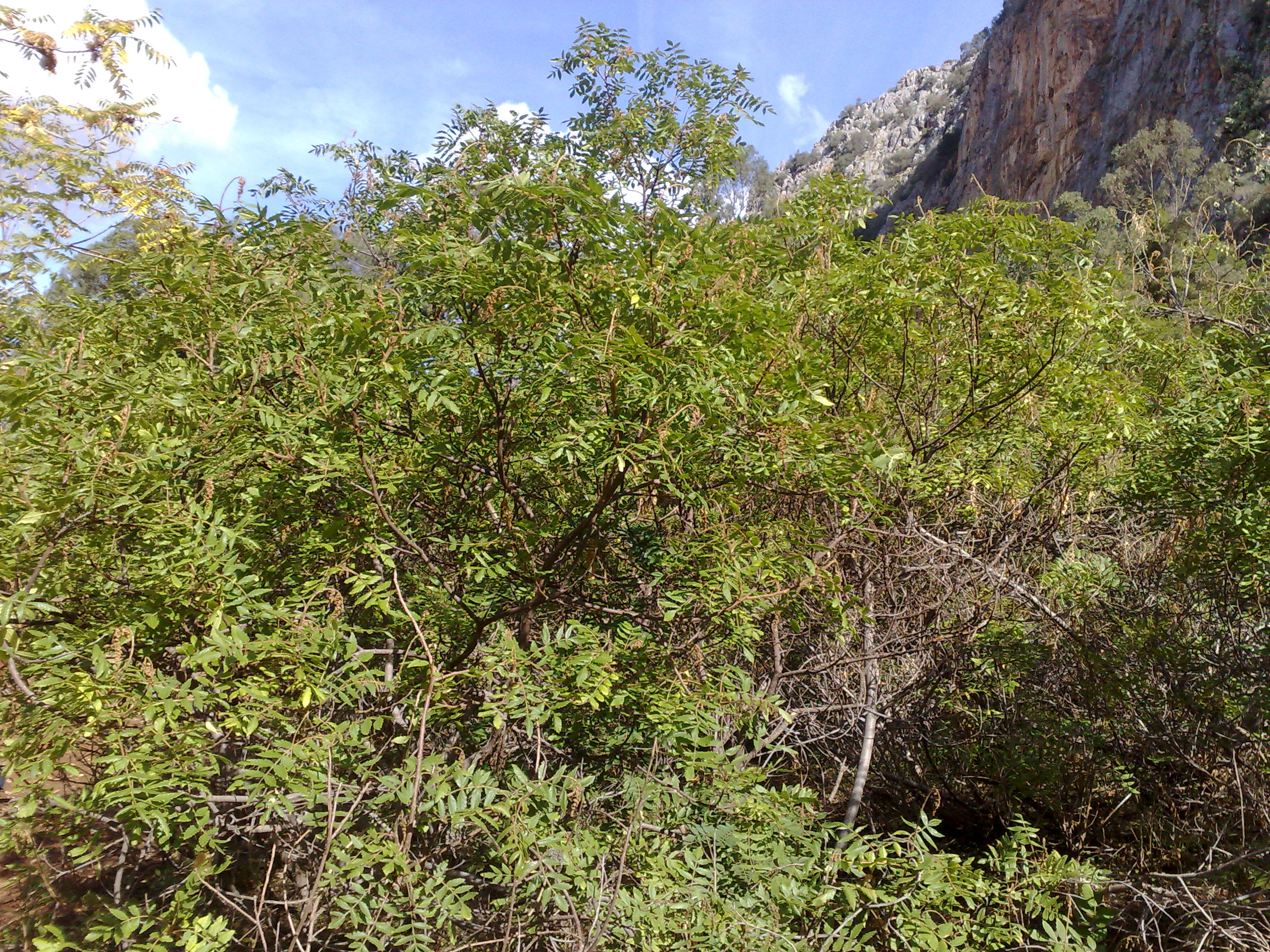
Pokrój

PokrójKrzew dorastający do 3 m wysokości.
LiścieNieparzystopierzaste, złożone z 9-15 listków.
KwiatyZielonawożółte, zebrane są w długą i gęstą wiechę. Okres kwitnienia czerwiec – lipiec.
OwocOwłosiony pestkowiec koloru brązowoczerwonego.

## Zastosowanie
- Roślina przyprawowa. Przyprawę stanowią suszone i zmielone owoce. Używane są w kuchni kaukaskiej i azjatyckiej. Dodaje się je do tłustych potraw. Smak owoców kwaśny, niekiedy używany jako namiastka cytryny
- Liście i gałęzie zawierają do 21% garbników. Są używane w garbarstwie oraz w farbiarstwie do barwienia na czarno.
- Liści używa się do aromatyzowania niektórych gatunków tytoniu.